# Sogamoso
Sogamoso är en kommun och stad i Colombia.   Den ligger i departementet Boyacá, i den centrala delen av landet, 170 km nordost om huvudstaden Bogotá. Antalet invånare i hela kommunen är 117 094.
Sogamoso är den näst största staden i departementet Boyacá med 98 011 invånare år 2008.